# Préambule de la Constitution des États-Unis
Le Préambule de la Constitution des États-Unis est une brève introduction des objectifs fondamentaux et des principes directeurs de la Constitution. Il déclare en termes généraux les intentions des Pères fondateurs sur la Constitution et sur les buts qu'elle permettrait d'atteindre.

## Texte
« Nous, le Peuple des États-Unis, en vue de former une Union plus parfaite, d'établir la justice, de faire régner la paix intérieure, de pourvoir à la défense commune, de développer le bien-être général et d'assurer les bienfaits de la liberté à nous-mêmes et à notre postérité, nous décrétons et établissons cette Constitution pour les États-Unis d'Amérique. »

## Sources
- (en) Cet article est partiellement ou en totalité issu de l’article de Wikipédia en anglais intitulé « Preamble to the United States Constitution » (voir la liste des auteurs).